# Fuensaldaña (kommunhuvudort)
Fuensaldaña är en kommunhuvudort i Spanien.   Den ligger i provinsen Provincia de Valladolid och regionen Kastilien och Leon, i den centrala delen av landet, 170 km nordväst om huvudstaden Madrid. Fuensaldaña ligger 749 meter över havet och antalet invånare är 1 177.
Terrängen runt Fuensaldaña är lite kuperad. Runt Fuensaldaña är det mycket tätbefolkat, med 1 517 invånare per kvadratkilometer. Närmaste större samhälle är Valladolid, 6,6 km sydost om Fuensaldaña. Trakten runt Fuensaldaña består till största delen av jordbruksmark.